# Katharinenkirche (Stralsund)

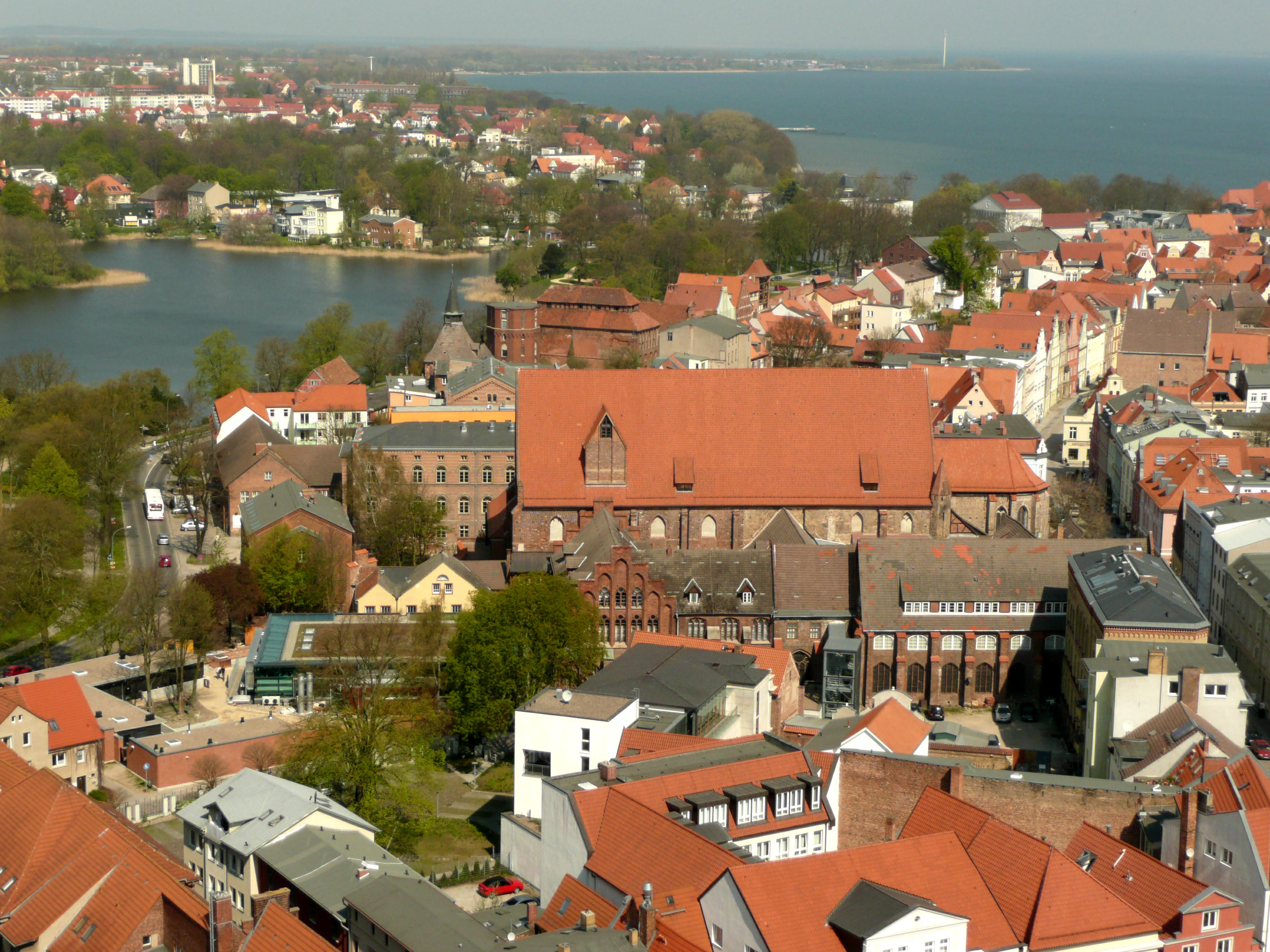
Blick vom Turm der Marienkirche auf die Halle der ehemaligen Katharinenkirche

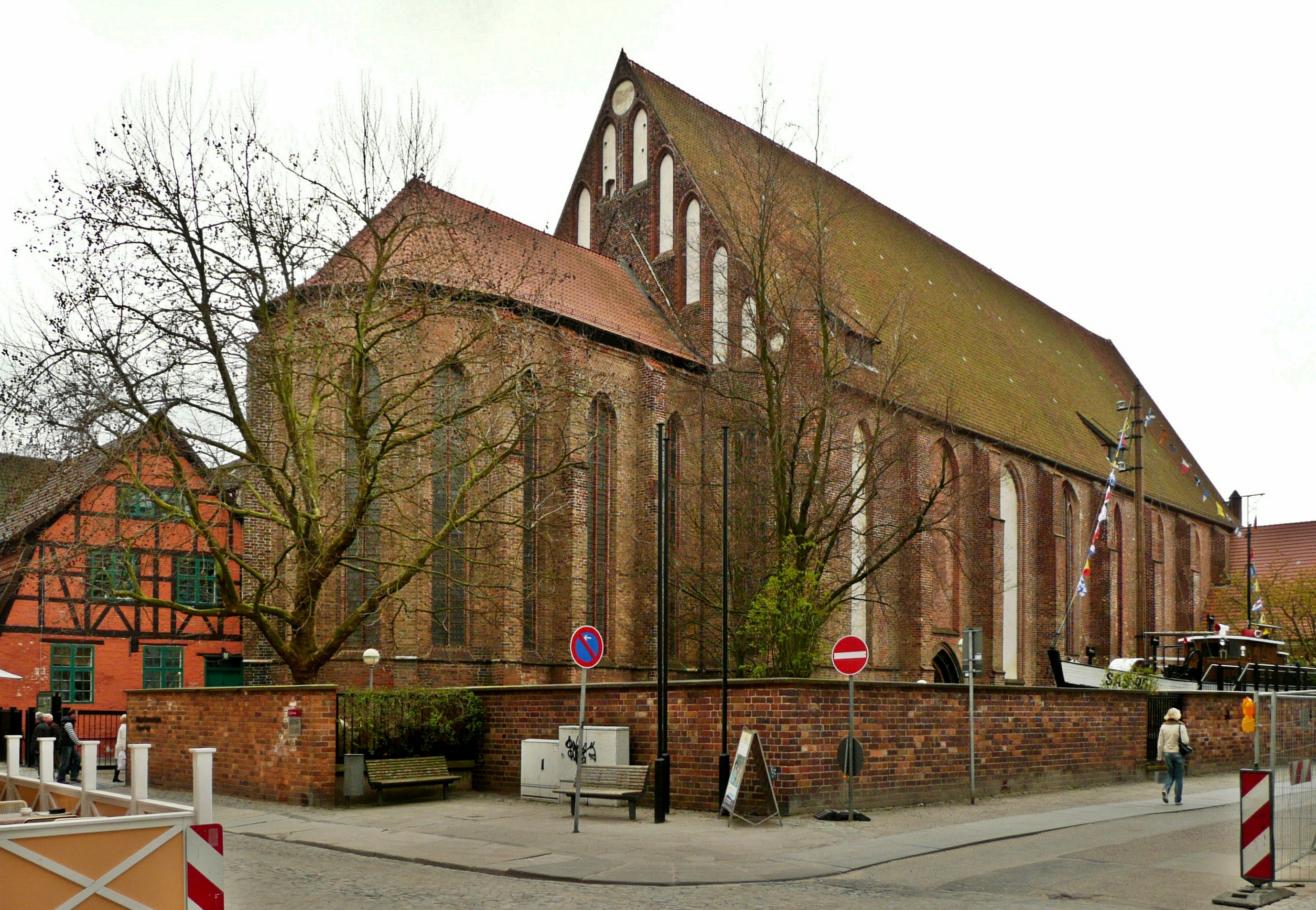
Blick auf die Halle der ehemaligen Katharinenkirche

Die Katharinenkirche in der Hansestadt Stralsund ist ein heute als Museum genutzter frühgotischer Backsteinbau in der Mönchstraße. Sie ist der erste Monumentalbau des Ordens der Dominikaner an der Ostseeküste. Sie wurde als Kirche für die im benachbarten Katharinenkloster tätigen Mönche errichtet.
Der einstige Kirchenbau beherbergt seit 1973 das Deutsche Meeresmuseum. Er befindet sich im Kerngebiet des UNESCO-Welterbes Historische Altstädte Stralsund und Wismar.

## Bau

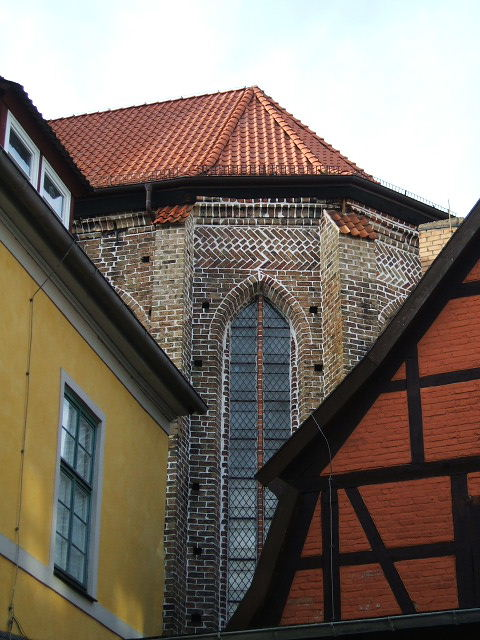
Chor

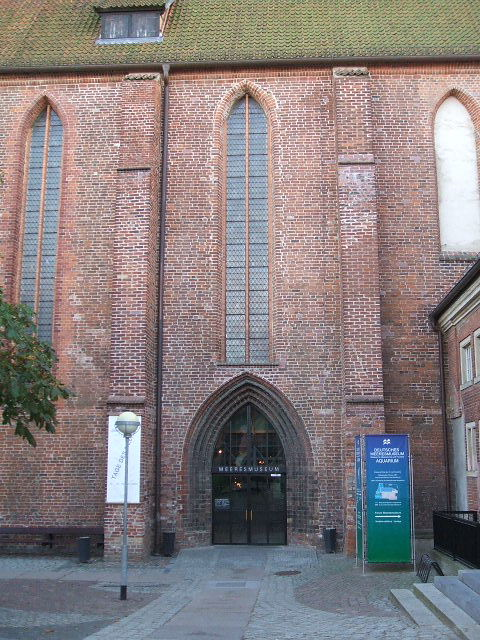
Westliches Portal

Das Kloster wurde in den 50er Jahren des 13. Jahrhunderts gegründet. Um 1261 begann man mit dem Bau des Chores der Kirche, der 1287 eingeweiht wurde. Aus einer späteren Stralsunder Chronik geht sogar hervor, dass die Ehefrau des Stifters des Klosters Jaromar II., Euphemia, schon 1270 „im Kor desselvigen Klosters“ bestattet worden ist.
Im ältesten Stadtbuch Stralsunds ist vermerkt, dass sich das Kloster, das selbst über eine Ziegelei verfügte, im Jahr 1291 24.000 Ziegel von der Stadt zum Bau des Langhauses lieh. Zwischen dem von Osten aus dritten und vierten Joch des Langhauses deutet eine Fuge auf den Wechsel der verwendeten Steine von gelblichen zu roten hin. Der fertige Chor und das Langhaus bis zum dritten Joch wurden provisorisch geschlossen und während des Weiterbaus bereits genutzt.
Die Kirche mit einer Gesamtlänge von 73 Metern wurde 1315 fertiggestellt; urkundlich ist allerdings erst 1317 die Fertigstellung belegt. 1315 fand aber schon die erste Provinzialkapitelstagung im Kloster statt, sodass in diesem Jahr schon von einer fertigen Kirche ausgegangen werden kann. Die Form der dreischiffigen Hallenkirche  (im Ostseeraum wurden die großen Pfarrkirchen damals als Basilika errichtet) wurde bewusst gewählt, um dem schlichten Ideal des Bettelordens zu entsprechen.

## Gestaltung und Ausstattung

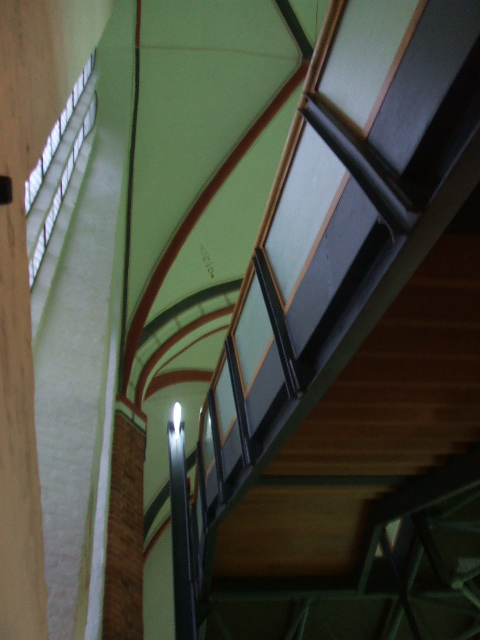
Eingezogene Zwischendecke

An den zweijochigen Chor im Osten schließt sich der achtjochige Hallenbau an. Das Langhaus besitzt ein Kreuzrippengewölbe, das von achteckigen Pfeilern getragen wird. Das von Osten aus zweite Pfeilerpaar ist als Rundpfeiler ausgeführt.
Die Kirche verfügt über drei Portale zum Norden hin, wobei nur das östliche aus der Bauzeit stammt. Die beiden anderen Portale wurden erst während der spätgotischen Zeit eingefügt. Alle drei sind reichlich verziert. Der Blattschmuck des östlichen Portals findet sich auch in aus derselben Zeit stammenden Kapitellen des Ostteils wieder.
Die Westfassade wird durch einen siebenteiligen Blendschmuck gegliedert.
Die Kirche erhielt ihre Ausstattung von der Fertigstellung an bis über das 14. Jahrhundert hinaus. Urkundlich erwähnt sind Marienaltar mit Marienbild (1374), Katharinenaltar (1384), Dominikusaltar (1513), Erasmusaltar (1404) und Ewaldaltar.

## Nutzung
Die Kirche wurde von ihrer Fertigstellung bis zur Reformation vom Dominikanerorden genutzt. Hier fanden in den Jahren 1315, 1357, 1406, 1465 und 1519 die Kapitelsitzungen der Ordensprovinz Sachsen, zu der Stralsund seit der Teilung der „provincia theutonica“ 1303 gehörte, statt. In den Jahren 1502 und 1508 wird Stralsund als „reformbedürftiges“ Kloster geführt. Die Reformation 1525 brachte der Katharinenkirche beim sogenannten „Kirchenbrechen“ Plünderungen und Beschädigungen; das Kloster wurde von den Mönchen verlassen. Im Klosterhof ließ der Bürgermeister alle aus den Stralsunder Kirchen entwendete und von reumütigen Stralsundern zurückgebrachte Einrichtungen vergraben.
Während in das Kloster die aus dem Kloster Mariakron stammenden Brigittinnen einzogen, wurde die Kirche von der Stadt als Arsenal genutzt. Dazu wurden Zwischenböden eingezogen. 1686 wurde die Kirche zum Zeughaus für die damalige schwedische Regierung, welches auch die Preußen ab 1815 weiter nutzten. 1973 wurde das Innere der Kirche auf Veranlassung des noch mit im benachbarten ehemaligen Kloster untergebrachten Meereskundlichen Museums entkernt und eine selbsttragende Stahlkonstruktion eingebaut, die seitdem dem Deutschen Meeresmuseum als Ausstellungsfläche dient.

## Denkmalschutz
Das Gebäude liegt im Kerngebiet des von der UNESCO als Weltkulturerbe anerkannten Stadtgebietes des Kulturgutes „Historische Altstädte Stralsund und Wismar“. In die Liste der Baudenkmale in Stralsund ist es zusammen mit dem Katharinenkloster und dem Pförtnerhaus Katharinenberg 14 mit der Nummer 394 eingetragen.

## Ausgrabungen
Im Chor der ehemaligen Kirche wurden bei Arbeiten im Zusammenhang mit der Neugestaltung des Meeresmuseums im Jahr 2021 Reste eines Fundaments freigelegt. Die Archäologen vermuten, dass es sich dabei um eine Hofkapelle handelte; diese Kapelle wäre damit die älteste bekannte Kirche in Stralsund.